# Daphnella reticulosa
Daphnella reticulosa é uma espécie de gastrópode do gênero Daphnella, pertencente à família Raphitomidae.